# David Goodstein
David L. Goodstein (Brooklyn, Nueva York, 5 de abril de 1939 – 10 de abril de 2024) fue un físico y educador estadounidense. Desde 1988 hasta 2007 fungio como vicerrector del Instituto de Tecnología de California, donde también fue profesor de física y física aplicada.
Goodstein se graduó en el College de Brooklyn (1960) y en la Universidad de Washington (1965). Escribió varios libros, incluyendo States of Matter (1975), Feynman's Lost Lecture (1996) y el best-seller Out of Gas: The End of the Age of Oil (2004). 
En 1985, fue el director y anfitrión de Universo Mecánico, una serie educacional de televisión de física que ha sido adaptada para su uso en la enseñanza secundaria y traducida en muchos otros idiomas. La serie ha sido emitida por cientos de estaciones de radiodifusión públicas y ha conseguido más de una docena de prestigiosos premios, incluyendo el Premio de Japón para la televisión en 1987. 
En 1999, Goodstein fue galardonado con la Medalla Oersted de la Asociación Americana de Profesores de Física, y en el 2000, con la Medalla John P. McGovern de la Sociedad Sigma Xi.